# Daniela Di Giacomo
Daniela Anette di Giacomo di Giovanni (Caracas, 5 maggio 1985) è una modella venezuelana incoronata Miss International 2006.

## Biografia
Daniela Di Giacomo comincia la propria carriera nei concorsi di bellezza rappresentando lo stato di Barinas durante Miss Venezuela 2005. L'edizione del 2005 del concorso proclama due future vincitrici di concorsi internazionali, ovvero la Di Giacomo, Miss International, e Alexandra Braun, Miss Terra 2005. Un'altra concorrente della stessa edizione del concorso, Marianne Puglia, si piazzerà al quarto posto di Miss Terra 2006.
Prima di vincere Miss International, la Di Giacomo aveva partecipato anche a Miss World Coffee Pageant in Guatemala, dove era arrivata sino alle finali ed aveva ottenuto il titolo di Miss Photogenic. Il 15 ottobre 2007, la Di Giacomo ha incoronato la messicana Priscila Perales Miss International 2007.